# Edward Malefakis
Edward Malefakis (Springfield, Massachusetts, 2 de gener de 1932 - Corfú, Grècia 22 d'agost 2016) fou un historiador i hispanista estatunidenc. Fou considerat com una autoritat en l'edat contemporània d'Europa meridional.
Va estudiar a Bates, on es va graduar en 1953, i en Columbia, on es va doctorar en 1965. En 1961 havia començat les seves investigacions a Madrid amb una beca Fulbright. Va exercir la docència en la universitat de Michigan, a la Northwestern University i en la Universitat de Colúmbia, de la qual fou catedràtic emèrit des de 2003. Entre 1975 i 2000 va ser president del comitè cultural del Queen Sofia Spanish Institute de Nova York. Fou Premi Internacional Elio Antonio de Nebrija, de la Universitat de Salamanca (any 2000). Estava associat a l'Institut Universitari d'Investigació Ortega y Gasset.

## Obres
- Agrarian Reform and Peasant Revolution in Spain (1970),
- Southern Europe in the 19th and 20th Centuries (1992)
- La Guerra Civil Española (2006), obra col·lectiva de la que és director.